# Georg Stücklen (Politiker, 1890)
Georg Stücklen (* 11. September 1890 in Nürnberg; † 10. März 1974 in Berlin) war ein deutscher Politiker (SPD).

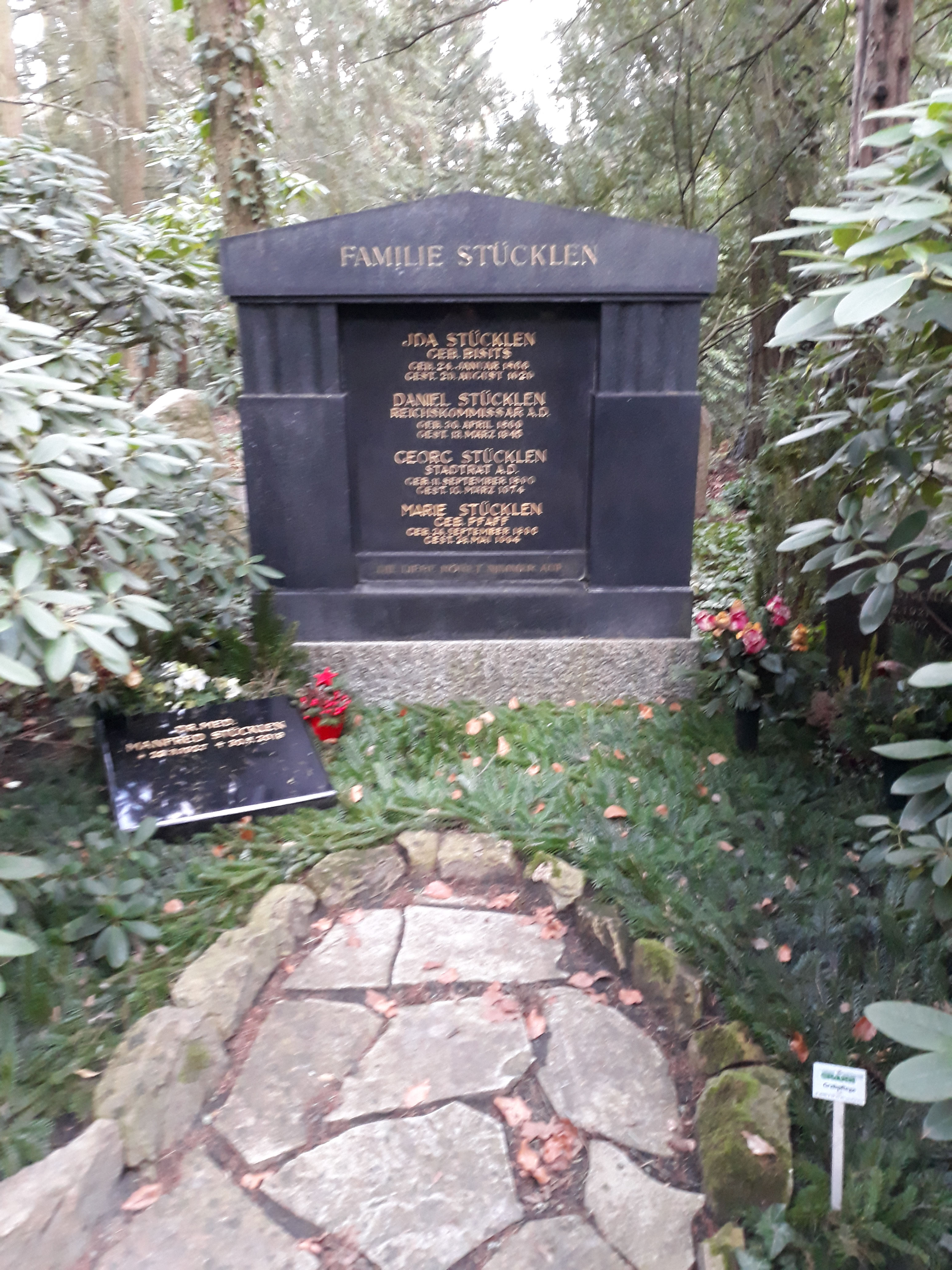
Das Grab von Georg Stücklen und seiner Frau Marie im Familiengrab auf dem Parkfriedhof Lichterfelde in Berlin.

Georg Stücklens Vater war der Reichstagsabgeordnete Daniel Stücklen (1869–1945), sein Sohn war der Bezirksbürgermeister von Neukölln Heinz Stücklen (1921–2007). Der Bundesminister Richard Stücklen (1916–2002) war sein Cousin.
Stücklen besuchte eine Realschule und machte eine kaufmännische Lehre. 1907 wurde er Mitglied des Zentralverbands der Angestellten (ZdA) und im folgenden Jahr der SPD.
Nach dem Zweiten Weltkrieg war Stücklen von 1946 bis 1961 Bezirksstadtrat im Bezirk Steglitz. Bei den Berliner Wahlen 1948, 1950 und 1954 wurde er stets für die Stadtverordnetenversammlung bzw. das Abgeordnetenhaus von Berlin gewählt, schied aber jeweils nach wenigen Wochen wieder aus.
Stücklen wurde mit dem Bundesverdienstkreuz 1. Klasse geehrt. Er wurde auf dem Parkfriedhof Lichterfelde begraben.